# 5917 Chibasai
5917 Chibasai è un asteroide della fascia principale. Scoperto nel 1991, presenta un'orbita caratterizzata da un semiasse maggiore pari a 2,5947812 UA e da un'eccentricità di 0,1393834, inclinata di 14,28013° rispetto all'eclittica.
L'asteroide è dedicato all'organizzazione non-profit Chiba Science Association che si pone finalità di divulgazione scientifica rivolta ai bambini nella prefettura di Chiba in Giappone.